# Салганик, Хем Елизарович
Хе́ма Елиза́рович Салга́ник (1923—2013) — советский и  украинский сценарист. Заслуженный работник культуры УССР (1984).

## Биография
Родился 4 июня 1923 года в Василькове (ныне Киевская область, Украина) в еврейской семье. В годы Великой Отечественной войны служил начальником приводной радиостанции. Старшина. Член ВКП(б) с 1944 года. Окончил Киевский педагогический институт (1952) и Всесоюзный государственный институт культуры (1966). Работал редактором на студии «Укртелефильм». Член Национального СКУ.

## Фильмография
- 1986—1988 — Чернобыль: Два цвета времени
- 1992 — Пробуждение
- 1996 — Не хочу вспоминать («Чернобыль—96»)
- 1997 — Заложники свободы

## Награды и премии
- Заслуженный работник культуры УССР (1984)
- Государственная премия УССР имени Т. Г. Шевченко (1989) — за кинотрилогию «Чернобыль: два цвета времени»
- Орден «За заслуги» III степени (2003)[1].
- Орден Отечественной войны II степени (6.11.1985)
- медали